# نوکیا ان۹۰۰
نوکیا ان ۹۰۰ (Nokia N900) یک‌نمونه از گوشی‌های تلفن همراه سری لوح اینترنتی (Internet Tablet)شرکت نوکیا می‌باشد که توسط همین شرکت به بازار عرضه شده‌است.
نوکیا ان۹۰۰ دارای ابزار اینترنتی و از گوشی‌های هوشمند نوکیا می‌باشد. سطح ابتدایی آن بر اساس مائمو می‌باشد، که آنرا مائمو ۵ لینوکس بعنوان سیستم‌عامل پیش فرض اجرا می‌کند.